# Jimmy Dixon
Jimmy Dixon (* 10. Oktober 1981 in Bomi) ist ein Fußballspieler aus Liberia. Der Innenverteidiger, der mehrfach für die liberianischen Nationalmannschaft im Einsatz war, spielte in seiner bisherigen Karriere in Schweden und der Türkei.

## Werdegang
Dixon wuchs in Liberia auf und wurde in den dortigen Bürgerkrieg verwickelt, in dem sein Bruder erschossen wurde. Die Vereinten Nationen brachten ihn in einer Schule im benachbarten Sierra Leone unter. 1999 nahm er an einem Jugendturnier in Schweden teil, in dessen Folge er im Land blieb und sich dem Göteborger Amateurklub Floda BoIF anschloss.
Dixons Talent wurde höherklassig erkannt. 2002 wechselte er innerhalb Göteborgs zu BK Häcken in die zweitklassige Superettan. Bis zum Jahresende erzielte er in 16 Ligaspielen zwei Tore und verpasste mit der Mannschaft um Johan Lind, Tobias Hysén und Peter Vougt als Tabellenvierter lediglich aufgrund des schlechteren Torverhältnisses gegenüber dem Ortsrivalen Västra Frölunda IF den Relegationsplatz zur Allsvenskan. Im selben Jahr nahm er mit der Landesauswahl an der Afrikameisterschaft 2002 in Mali teil. Ab der Zweitligaspielzeit 2003 hatte er sich als Stammspieler bei seinem Klub etabliert. In 29 Spielen verhalf er der Mannschaft zum Erreichen des Relegationsplatzes, dort erwies sich GIF Sundsvall als zu stark und setzte sich nach einem 2:1-Auswärtserfolg trotz einer 0:1-Heimniederlage aufgrund der Auswärtstorregel durch.
Unter Trainer Jörgen Lennartsson gewann Dixon in der Spielzeit 2004 die Zweitliga-Meisterschaft, als Gefle IF und Assyriska Föreningen auf die Plätze verwiesen wurden. Beim Erstliga-Aufsteiger gehörte er unter dem neuen Trainer Stefan Lundin an der Seite von Teddy Lučić, Stig Tøfting, David Marek und Patric Andersson weiterhin zu den Stammkräften und erreichte mit dem Klub am Ende der Erstligaspielzeit 2005 den achten Tabellenrang. In der folgenden Spielzeit belegte er mit dem Klub den Relegationsplatz und stieg nach zwei Niederlagen gegen IF Brommapojkarna in die Zweitklassigkeit ab.
Dixon blieb in der Allsvenskan und schloss sich dem mehrfachen Landesmeister Malmö FF an. Unter Trainer Sören Åkeby und dessen Nachfolger Roland Nilsson gehörte er zu den Stammkräften des Klubs aus Schonen, mit dem er Plätze im Mittelfeld der Tabelle erreichte. Nachdem er in der Spielzeit 2009 bis zum Sommer elf Erstligaspiele für MFF bestritten hatte, entschied er sich, den Klub zu verlassen. 
Dixon wechselte in die Türkei und schloss sich im Juli 2009 Manisaspor an. Beim Aufsteiger in die Süper Lig, bei dem er die Rückennummer „55“ erhielt, etablierte er sich auf Anhieb in der Stammformation. Nach einem Platzverweis am zehnten Spieltag anlässlich einer 1:2-Heimniederlage gegen Antalyaspor verlor er seinen Stammplatz. Nachdem Manisaspor zum Ende der Saison 2011/12 den Klassenerhalt verpasst hatte, wurde der auslaufende Vertrag von Dixon nicht verlängert, woraufhin er den Verein verließ.
Kurz vor Abschluss der Sommertransferperiode kehrte er in der laufenden Spielzeit 2012 nach Schweden zurück und heuerte bei seiner vormaligen Spielstation BK Häcken an, bei der einen bis zum Saisonende gültigen Vertrag unterzeichnete. In der im Meisterschaftsrennen befindlichen Mannschaft um David Frölund, Oscar Lewicki und Mohammed Ali Khan blieb ihm jedoch nur die Rolle des Ergänzungsspielers, Trainer Peter Gerhardsson wechselte ihn lediglich in zwei Partien ein. Zum Saisonende musste er sich mit der Vizemeisterschaft hinter IF Elfsborg begnügen. Nach Vertragsende zum Jahreswechsel verließ er den Verein und wechselte Anfang Januar 2013 in die türkische TFF 1. Lig zu Boluspor.